# Ixanthus
Genre
Ixanthus est un genre de plantes de la famille des Gentianaceae. Ce genre est monotypique puisqu'il ne contient qu'une seule espèce Ixanthus viscosus.